# Ато-Майор
Ато-Майор (ісп. Hato Mayor) — провінція Домініканської Республіки. Була відокремлена від провінції Ель-Сейбо 1984 року.

## Адміністративний поділ
Провінція поділяється на три муніципалітети (municipio), а ті, у свою чергу — на чотири муніципальних райони (distrito municipal — D.M.):
- Ато-Майор-дель-Рей
  - Гуаябо-Дульсе (D.M.)
  - Єрба-Буена (D.M.)
  - Мата-Паласіо (D.M.)
- Сабана-де-ла-Мар
  - Елупіна-Кордеро-де-лас-Каньїтас (D.M.)
- Ель-Валле

Станом на 2014 рік число населення становило:
| № | Назва              | Загальне число | Міське населення | Сільське населення |
| - | ------------------ | -------------- | ---------------- | ------------------ |
| 1 | Ато-Майор-дель-Рей | 73 558         | 62 475           | 11 083             |
| 2 | Сабана-де-ла-Мар   | 18 252         | 11 664           | 6588               |
| 3 | Ель-Валле          | 11 222         | 1847             | 9375               |
|   | Разом              | 103 032        | 75 986           | 27 046             |